# Car Wash
"Car Wash" (en español: «Lavado de Autos») es una canción de la banda estadounidense de soul y R&B Rose Royce de 1976. Escrita y arreglada por el ex productor de Motown Norman Whitfield, la canción fue el primer sencillo del grupo y uno de los éxitos más notables de la era disco de los 70's. 
"Car Wash", es el tema de la película de 1976 del mismo nombre, y asimismo fue el sencillo más exitoso de Rose Royce y el sencillo principal de su álbum de estudio debut, Car Wash: Original Motion Picture Soundtrack. 
La canción alcanzó el número uno en las listas de Billboard Hot 100 y Hot Soul Singles de Estados Unidos, y también el número tres en la lista National Disco Action Top 30 y el número nueve en la lista de singles del Reino Unido en febrero de 1977.

## Información de la canción
Norman Whitfield fue el encargado de grabar la banda sonora para la película Car Wash, dirigida por Michael Schultz. Aunque Whitfield no quería tomar al proyecto, al final lo hizo para poder tener un mayor acercamiento al mercado de la música disco, predominante en los años 70. La versión de la banda para Car Wash se estrenó como un álbum doble en LP y el título de la canción fue el primer sencillo. El sencillo original de Rose Royce, "Car Wash" vendió dos millones de copias y se posicionó en el número uno del Billboard Hot 100 en los Estados Unidos y el Reino Unido.

## Versión deChristina AguilerayMissy Elliott
En el 2004 fue versionado por Christina Aguilera y la rapera Missy Elliot para la banda sonora de la película Shark Tale (nombrada en español como El espantatiburones). Ambas versiones fue escrita y producida por el productor de la banda, Norman Whitfield. Mientras que para la banda sonora de la película El espantatiburones Aguilera y Elliot ayudaron a coescribir la canción.
La versión de la banda para Car Wash se estrenó como un álbum doble en LP y el título de la canción fue el primer sencillo. "Car Wash" vendió dos millones de copias y se posicionó en el número uno del Billboard Hot 100 en los Estados Unidos y el Reino Unido.
La versión de la banda sonora de El espantatiburones, "Car Wash" fue el único single de la banda sonora de la película animada. La canción alcanzó el top 10 en países como Australia, Bélgica, Dinamarca, Finlandia, Hungría, Irlanda, Países Bajos, Nueva Zelanda, Suiza y Reino Unido. En los Estados Unidos obtuvo un rendimiento moderado, entró al Billboard Hot 100, alcanzando el número sesenta y tres. Mientras que se convirtió en una de las cinco éxitos en el Reino Unido y se convirtió en la 18.ª mejor single de venta en el Reino Unido de 2004 con unas ventas de más de 100.000 copias. Para esta versión el sencillo logró ubicarse dentro del top cien de las canciones con más éxitos a finales del año en países como Australia, Austria, Bélgica, Reino Unido, Dinamarca, entre otros. La canción logró tener certificaciones de disco de oro en Australia y Nueva Zelanda.
En este contexto, "Car Wash", se refiere a que sería el lugar en el que el protagonista Oscar (con la voz de Will Smith) trabaja con Lenny en el lavado de autos, donde los grandes animales marinos que se comportan igual que los coches y se lavan de la misma manera.
En la versión de Aguilera y Elliot, la canción tiene algunas letras cambiadas y posee un ritmo más Disco-Funk, en donde se puede apreciar la poca influencia de la música de los '80 (Por ejemplo, como las de Michael Jackson & Madonna) tanto en Aguilera como en Elliot, y la fuerte influencia del rap de esta última.

### Vídeo musical
El vídeo musical de la versión de Aguilera y Elliott cuenta con Aguilera representada como una medusa y Elliot como un pez morado, similares a las de la película, junto con escenas de Aguilera y Elliott grabando la canción en un estudio de grabación. El vídeo también incluye escenas de El espantatiburones. Las escenas de Aguilera y Elliott al grabar la canción en el estudio fueron fusilados por Rich Newey, mientras que las escenas de ambos Aguilera y Elliott como peces animados fueron editadas por Peter Lonsdale y John Venzon, que también editaron a Espantatiburones.

## Listas musicales
Solo muestra para la banda Rose Royce
| Lista (1977)            | Posición |
| ----------------------- | -------- |
| Billboard Hot 100       | 1        |
| Billboard Black Singles | 1        |
| Australia top 40        | 12       |
| Austria top 40          | 16       |
| Bélgica top 30          | 9        |
| Canadá top 100          | 1        |
| Dinamarca top 40        | 5        |
| Alemania top 100        | 15       |
| Irlanda top 50          | 20       |
| Nueva Zelanda top 50    | 5        |
| Suecia top 50           | 15       |
| Suiza top 50            | 6        |
| Reino Unido top 75      | 9        |

Solo muestra la versión de Christina Aguilera junto a Missy Elliot.
| Lista (2004–05)                    | Mejor posición |
| ---------------------------------- | -------------- |
| Australia (ARIA)                   | 2              |
| Austria (Ö3 Austria Top 40)        | 11             |
| Bélgica (Flandes) (Ultratop 50)    | 2              |
| Bélgica (Valonia) (Ultratop 50)    | 18             |
| Dinamarca (Tracklisten)            | 5              |
| Finlandia (OFC)                    | 9              |
| Hungría (Single Top 40)            | 8              |
| Irlanda (IRMA)                     | 5              |
| Países Bajos (Mega Single Top 100) | 3              |
| Nueva Zelanda (Recorded Music NZ)  | 2              |
| Noruega (VG-lista)                 | 13             |
| Suecia (Sverigetopplistan)         | 27             |
| Suiza (Schweizer Hitparade)        | 5              |
| Reino Unido (UK Singles Chart)     | 4              |
| Estados Unidos (Billboard Hot 100) | 33             |
| Estados Unidos (Mainstream Top 40) | 23             |

### Anuales
| Lista de fin de año (2004)  | Mejor posición |
| --------------------------- | -------------- |
| Ireland Top 20 Year-End     | 42             |
| Denmark Top 20 Year-End     | 47             |
| Australian Top 100 Year-End | 48             |
| UK Singles Top 40 Year-End  | 53             |
| Belgium Top 20 Year-End     | 53             |
| Switzerland Top 20 Year-End | 68             |
| Netherlands Top 40 Year-End | 69             |
| Austria Top 40 Year-End     | 90             |